# Señal dual
El dual (Transmisión TV+Internet) es un streaming del mismo que programa que se transmite por TV, en el mismo tiempo (en vivo) pero desde otro espacio y con otros animadores o conductores exclusivamente para los usuarios de Internet.
Originalmente se usa el término "Transmisión del Backstage" o "Transmisión por Internet", principalmente es utilizado por los reality shows, este término nace con el programa Calle 7 en Chile en el 2009. Luego ha sido utilizado por otros canales principalmente en Centroamérica y América del Sur que han comprado o transmitido dicho reality en otra versión.

## Transmisión DUAL (TV+Internet)

### Calle 7
Calle7 dual (anteriormente conocido como Calle 7 OnLine o "La tiendita") es el programa satélite de Calle 7 emitido de manera virtual a través de la web de TVN de 18:00 a 20:00 horas. Comenzó sus transmisiones el miércoles 3 de junio de 2009 siendo presentado oficialmente a todo Chile el 11 de junio de 2009 en vivo por Calle 7, convirtiéndose así en el primer programa en emitir de manera dual y en vivo (mediante televisión e Internet) de televisión en Chile. El programa en línea, el cual fue conducido por Jean Philippe Cretton hasta que se convirtió en el co-animador de Calle 7, consiste en una especie de backstage en línea en donde los participantes interactúan con los televidentes, los cuales mandan sus comentarios de forma inmediata mediante un sistema de chateo proporcionado gracias a la plataforma Cover It Live; posteriormente fue conducido formalmente pocos días por Valeria Ortega, después lo hizo Nicolás Opazo, luego lo efectuó Ronny "Dance" Munizaga, entre abril de 2010 y diciembre de 2010, fue retomado oficialmente por Valeria Ortega, quien fue reemplazada el 3 de enero de 2011 por Alain Soulat, posteriormente a cargo de Catalina Vallejos, luego por Karen Paola, luego Daniela Urrizola y finalmente por Muriel Martin.

#### Calle 7 Ecuador
Calle7 dual es el programa satélite de Calle 7 Ecuador emitido de manera virtual a través de la web de TC Televisión de 16:45 a 19:05 horas. Comenzó sus transmisiones el 5 de noviembre de 2012 siendo presentado oficialmente a todo Ecuador en vivo por Calle 7, convirtiéndose así en el primer programa en emitir de manera dual y en vivo (mediante televisión e Internet) de televisión en Ecuador. El programa en línea, está bajo la producción de Rodrigo Azpiazu, Dirección de cámara por Daniel Barzola, Realización por José Sarmiento, David Licoa y Jonathan Sotomayor, Cámaras por Miguel Jaramillo y John Fabre, Asistencia por Francisco Albarado y Galo Santillán. Coordinado por el Departamento Web de Tc Televisión, manejado por el Digital máster Jonathan Samaniego. Fue conducido por Cinthya Coppiano, consiste en una especie de backstage en línea en donde los participantes interactúan con los televidentes, los cuales mandan sus comentarios de forma inmediata mediante Twitter; posteriormente fue conducido por Lissette Cedeño, después lo hizo Mario Vélez y durante la quinta temporada fue animado por Juan Carlos Palma y Andrea Chica. A partir de la sexta temporada es animado por Fernanda Gallardo, luego vuelve a ser conducido por Lissette Cedeño y en reemplazo de esta última conduce Nicol Córdova. En la séptima temporada inician Lissette Cedeño como animadora principal, y Nicol como reportera, más tarde Cedeño pasa a una nueva producción de farándula en el canal, y Ricardo Delgado la reemplaza por un tiempo, luego en la octava Stefano Navas y Aytana Priedahita ex competidores, comienzan a animarlo, posteriormente lo anima la bicampeona Karin Barreiro.

#### Calle 7 Panamá
Calle7 dual es el programa satélite de Calle 7 Panamá emitido de manera virtual a través de la web de Telemetro desde las 3:50 p.m (15h50) Comenzó sus transmisiones el 13 de octubre de 2014 siendo presentado oficialmente a todo Panamá en vivo por Calle 7 el 1 de octubre, convirtiéndose así en el primer programa en emitir de manera dual y en vivo (mediante televisión e Internet) de televisión en Panamá. El programa es conducido por Annette Mirabal y Alexis Zuleta.

### Soy el mejor
Al ser otro reality del mismo canal de Calle 7 Ecuador. También cuenta con su transmisión Dual desde su primera temporada hasta la actualidad, este reality de talento los participantes demuestran su talento en canto, baile y actuación. En su primera y segunda temporada fue animado por Lisseth Cedeño (quien también lo conducido en Calle 7). En su temporada VIP es animado por Fernanda Gallardo, en esta edición varias veces no se transmitió el backstage del programa, ciertas ocasiones se transmitieron eventos y conciertos fuera del estudio de Soy el mejor VIP. Actualmente ella (Fernanda) la tricampeona de Calle 7 Chile, sigue siendo la animadora en la cuarta temporada que se transmite de 21H15 a 22H45 por la página web de TC Televisión.

## Programas que se transmiten o se transmitieron Vía Dual

### Chile
- Calle 7

### Ecuador
- Calle 7 Ecuador
- Soy el mejor
- Atrevidos
- De casa en casa
- Master Music (Radio En línea)

### Panamá
- Calle 7 Panamá
- C7 VIP

- Datos: Q25405351